# ゼムフィラ
ゼムフィラ（ロシア語: Земфира, 1976年8月26日 - ）は、ロシアの歌手。本名はゼムフィラ・タルガトヴナ・ラマザノヴァ（ロシア語: Земфи́ра Талга́товна Рамаза́нова、タタール語: Земфира Тәлгать кызы Рамазанова）
。

## 生い立ち
ソビエト連邦バシキール共和国ウファで誕生した。ヴォルガ・タタールの家系で、父は歴史の教師、母は医師であった。
幼少の頃に音楽学校に入学。7歳で曲を書き初めた。この頃にブラックサバスやクイーン、ナザレスを聞いた。ウファにある芸術系の大学に入学して声楽を専攻、通いながらバーやレストランで音楽の演奏をした。

## キャリア
芸術系の大学を卒業後、本格的に音楽活動を始めた。1999年にデビューアルバム『Земфира』をリリースしてメジャーデビューを果たし、アルバムはヒットした。次いで2000年に2枚目のアルバム『Прости Меня Моя Любовь』は大ヒットし、ゼムフィラとしては最も売れ行きを伸ばしたアルバムになった。2004年にモスクワ大学で哲学を学んでいたがすぐに中退した。
2022年2月24日、ロシアがウクライナに侵攻した際には「今日は誰にとっても苦しい日」とコメント。3月17日には2005年の「撃たないで」という曲を動画で公開。シンセサイザーで弾き語りするゼムフィラの声に、ウクライナ侵攻による戦火やロシア国内の反戦デモの映像が重ね合わされている。ゼムフィラは自身のYouTubeからこの曲など2曲を除き全曲を削除した。3月24日の公演後にロシアを脱出したと伝えられている。

同年10月9日、キプロスのリマソールでのコンサートで戦争反対を訴えた。「今日は戦争が始まって228日目です。現実となった地獄の228日目。今までずっといろいろ考えて、自分に問いかけていたんです。ステージ上で話すのは好きではないし、どうすればいいかわからない。しかし、私は毎日、この戦争が終わるように、私の国がこの戦争を止めるように祈っています」と聴衆に語りかけ、「撃たないで（Не стреляйте）」を歌ったという。

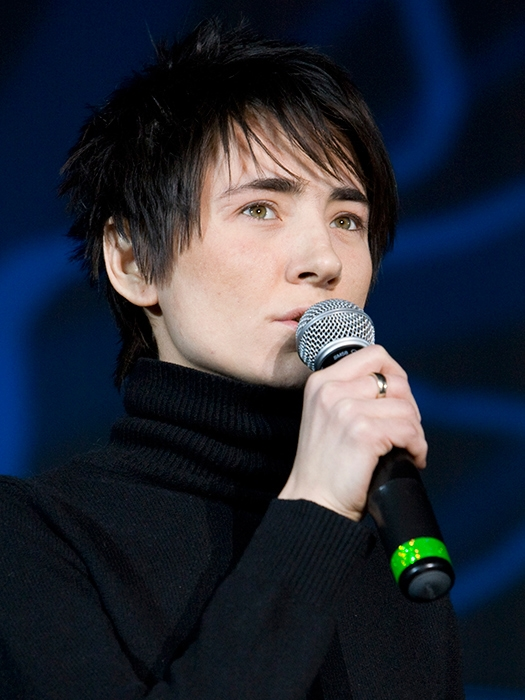
ゼムフィラ（2009年）

## ディスコグラフィー
| 発売年 | アルバム名                 |
| ------ | -------------------------- |
| 1999   | Земфира                    |
| 2000   | Прости меня моя любовь     |
| 2002   | Четырнадцать недель тишины |
| 2005   | Вендетта                   |
| 2007   | Спасибо                    |
| 2013   | Жить в твоей голове        |
| 2021   | Бордерлайн                 |